# 1984年ロサンゼルスオリンピックの馬術競技
1984年ロサンゼルスオリンピックの馬術競技（1984ねんロサンゼルスオリンピックのばじゅつきょうぎ）は、7月19日から8月12日まで行われた。

## 概要
主にサンタアニタパークで行われた。ここは2100頭の馬が入る馬屋や約16000席ある観覧席があり、経験豊富なホースマンらにより管理されていた。
しかし、これまでは伝統的に障害飛越個人が閉会式の直前にオリンピックスタジアムで行われていたが行われず、代わりに競馬場で他の馬術競技と一緒に開催された。総合馬術の耐久審査はサンディエゴのFairbanks Ranch Country Clubで行われた。
馬の年齢は6歳以上でなくてはならなかった。1つの国ごとに最大で14人の騎手、22頭の馬が認められていた。30の国と地域（アルゼンチン、オーストラリア、オーストリア、ベルギー、バミューダ、ブラジル、カナダ、チリ、デンマーク、エクアドル、フィンランド、フランス、西ドイツ、イギリス、グアテマラ、アイルランド、イタリア、日本、メキシコ、オランダ、ニュージーランド、ノルウェー、ペルー、プエルトリコ、スペイン、スウェーデン、スイス、アメリカ合衆国、バージン諸島、ユーゴスラビア）から157組が参加した。

## 各国メダル数
| 順 | 国・地域               | 金 | 銀 | 銅 | 計 |
| -- | ---------------------- | -- | -- | -- | -- |
| 1  | アメリカ合衆国 (USA)   | 3  | 2  | 0  | 5  |
| 2  | 西ドイツ (FRG)         | 2  | 0  | 2  | 4  |
| 3  | ニュージーランド (NZL) | 1  | 0  | 0  | 1  |
| 4  | イギリス (GBR)         | 0  | 2  | 1  | 3  |
| 5  | スイス (SUI)           | 0  | 1  | 2  | 3  |
| 6  | デンマーク (DEN)       | 0  | 1  | 0  | 1  |
| 7  | スウェーデン (SWE)     | 0  | 0  | 1  | 1  |

## 競技結果
| 種目         | 金                                        | 銀                                            | 銅                                    |
| ------------ | ----------------------------------------- | --------------------------------------------- | ------------------------------------- |
| 馬場馬術個人 | ライナー・クリンケ 西ドイツ (FRG)         | アンネ・イェンセン デンマーク (DEN)           | オットー・ホーファー スイス (SUI)     |
| 馬場馬術団体 | 西ドイツ                                  | スイス                                        | スウェーデン                          |
| 障害飛越個人 | ジョセフ・ファーギス アメリカ合衆国 (USA) | コンラッド・ホムフェルド アメリカ合衆国 (USA) | ハイディ・ロビアーニ スイス (SUI)     |
| 障害飛越団体 | アメリカ合衆国                            | イギリス                                      | 西ドイツ                              |
| 総合馬術個人 | マーク・トッド ニュージーランド (NZL)     | カレン・スタイブス アメリカ合衆国 (USA)       | バージニア・ホルゲート イギリス (GBR) |
| 総合馬術団体 | アメリカ合衆国                            | イギリス                                      | 西ドイツ                              |